# Гну
Гну (дуже часто антилопа гну, лат. Connochaetes) — рід великих копитних тварин із родини порожнисторогих. Має два види — чорний і блакитний гну.

## Загальний опис
Гну досягають росту 1,15—1,4 м в плечах і маси тіла 150–250 кг. Населяють савани Африки, особливо Серенгеті. Тривалість життя може становити понад 20 років.
Широко відома щорічна сезонна міграція гну, коли стада антилоп переходять на нові пасовища, де після сезону дощів з'являється їх головна їжа — невисока трава. Сезони наймасштабнішої міграції — травень та листопад, в травні 1,5 мільйона тварин мігрує від рівнин до лісів, а в листопаді, після сезону дощів, вони повертаються.
Період спаровування зазвичай триває три тижні. Розмноження не прив'язане до певної пори року. Вагітність триває близько 8,5 місяців, у приплоді одне, рідко двоє дитинчат. У віці одного тижня телята починають підгодовуватися травою, період лактації становить 7-8 місяців.
Гну — важлива частина екосистеми рівнин, оскільки їх екскременти удобрюють ґрунт. Також гну є важливим джерелом їжі. Але вони сумно відомі тим, якої шкоди завдають під час втечі. Типова панічна втеча являє собою рух 500 гну на швидкості 55 км/год протягом близько пів години.

## Відео
- Africa - The Serengeti IMAX (DVD) (Schwerpunkt des Films ist die Wanderung der Gnus)
- Serengeti. Dokumentarfilm von Reinhard Radke. Deutschland 2011.